# 도노미네촌
도노미네촌(多武峰村)은 나라현 북서부, 시키군에 속해있던 촌이다. 현재의 사쿠라이시 남부에 해당한다.

## 역사
- 1889년 4월 1일 - 정촌제 시행에 의해 도이치군 도노미네촌이 성립하였다.
- 1897년 4월 1일 - 시키군으로 소속이 변경되었다.
- 1954년 3월 3일 - 아베촌, 아사쿠라촌과 함께 사쿠라이정에 편입해, 소멸하였다.